# گلمس
گلمس (به اسپانیایی: Golmés) یک منطقهٔ مسکونی در اسپانیا است که در پلا د اورگل واقع شده‌است. گلمس ۱۶٫۶ کیلومتر مربع مساحت دارد.